# Ursula Bäumlin

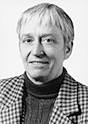
Ursula Bäumlin

Ursula Bäumlin-Ernst (* 12. Mai 1938 in Bern; heimatberechtigt in Bern, Zürich und Bonau) ist eine Schweizer Politikerin (SP).

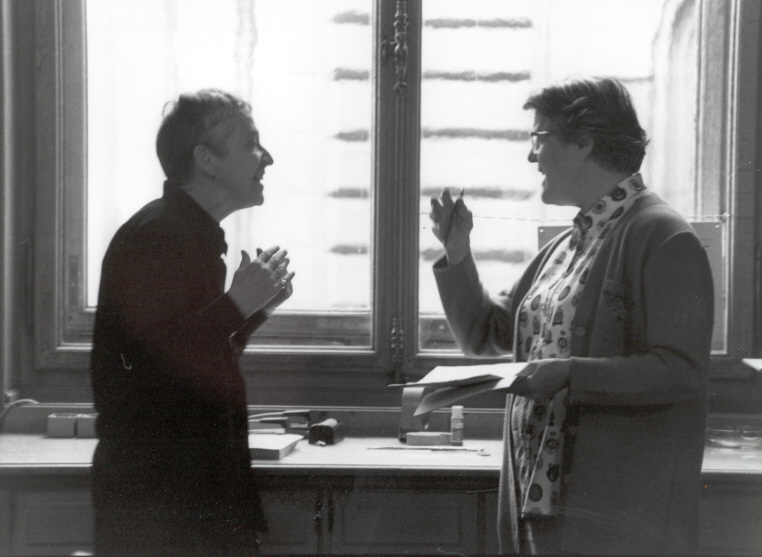
Ursula Bäumlin (links) diskutiert mit Judith Stamm im Bundeshaus

Bäumlin gehörte von 1984 bis 1987 dem Stadtrat (Parlament) von Bern an. Per 30. November 1987 wurde sie im Kanton Bern in den Nationalrat gewählt. Dort hatte sie Einsitz in der Finanzkommission und der Aussenpolitischen Kommission. Am 15. Dezember 1998 trat Bäumlin aus dem Nationalrat zurück, für sie rückte Barbara Geiser in die grosse Kammer nach. Bei ihrer Verabschiedung nannte die Nationalratspräsidentin als Kern der Politik von Ursula Bäumlin die Umsetzung der ökumenischen Trias Frieden, Gerechtigkeit und Bewahrung der Schöpfung. Sie setzte sich besonders ein für eine offene Asylpolitik und für die Gleichstellung von Frau und Mann.
Bäumlin studierte Theologie bis zum Propädeutikum und schloss nach einem familienbedingten Unterbruch mit einem Lizentiat in Geschichte an der Universität Bern ab.
Sie ist verheiratet mit dem Theologen und ehemaligen Pfarrer an der Nydeggkirche Klaus Bäumlin und hat zwei Kinder. Sie wohnt in Bern.
Ihr Vater war der Militärtheoretiker Alfred Ernst, ihr Bruder der langjährige Generalsekretär des Militärdepartements Hans Ulrich Ernst. Der SP-Politiker und Staatsrechtler Richard Bäumlin war ihr Schwager.

## Werke
- Erinnerungen. Bern 2021, 46 S.